# Polihalit
Polihalit je hidrirani kalijev kalcijev magnezijev sulfatni mineral s formulo K2Ca2Mg(SO4)4•2H2O, ki spada med evaporitne minerale. Kristalizira v triklinskem sistemu, vendar so kristali zelo redki. Običajno je masiven ali vlaknat, brezbarven, bel do siv, zaradi primesi železovih oskidov tudi opečnato rdeč. Njegova specifična teža je 2,8, s trdoto 3,5 po Mohsovi skali spada med mehkejše minerale.  
Pojavlja se v sedimentnih oceanskih evaporitih in spada med glavne kalijeve rude.
Mineral so prvič opisali leta 1818 na njegovi tipski lokaciji Salzberg v Avstriji. Njegovo ime je sestavljeno iz grških besed polis in hals, ki pomenita mnogo in sol.
Polihalit nima nobene zveze z halitom, razen da oba spadata med evaporitne minerale.
Uporablja se predvsem kot umetno gnojilo, ker vsebuje kat štiri aktivne komponente in malo klora.

## Vira
- Paul Ramdohr; Hugo Strunz (1978). Klockmanns Lehrbuch der Mineralogie (16 izd.). Ferdinand Enke Verlag, Stuttgart. ISBN 9783432829869.
- P. Korbel, M. Novák. Mineralien Enzyklopädie. Nebel Verlag GmbH, Eggolsheim, 2002, ISBN 3-89555-076-0, str. 146.